# Live in Finland
Live in Finland ist das dritte Livealbum der finnischen Power-Metal-Band Sonata Arctica, das im November 2011 erschien.

## Entstehung und Veröffentlichung
Die Erstveröffentlichung von Live in Finland erfolgte am 11. November 2011 bei Nuclear Blast. Das Album erschien in seiner Originalausführung als CD (Katalognummer: 2736124860), Download und LP (Katalognummer: 2736124861). Die CD-Ausführung erschien zusätzlich mit Bonus-DVDs.
Das Album wurde am 15. April 2011 während der The Days of Greys Tour im Club Teatria in Oulu, Finnland, aufgenommen. Nach Aussage von Bandmitglied Henrik Klingenberg wollte die Band die Liveaufnahme „so nahe an unserer Heimatstadt zu machen wie möglich“.
Das Frontcover der DVD gestalte Xabier Loebl.

## Titellisten

### Audioalbum
| CD 1 – Live in Finland 1. Intro (Everything Fades to Gray) – 2:18 2. Flag in the Ground – 4:27 3. Last Amazing Grays – 5:44 4. Juliet – 5:51 5. Replica – 4:42 6. Blank File – 4:09 7. As If the World Wasn’t Ending – 3:53 8. Paid in Full – 4:21 9. Instrumental Exhibition – 3:36 10. The Misery – 5:16 11. In Black & White – 5:14 12. Letter to Dana – 5:12 13. Caleb 6:23 14. Don’t Say a Word / Outro – 10:05 | CD 2 – Sonata Arctica Open Air II 1. Paid in Full – 4:24 2. 8th Commandment – 3:59 3. Replica – 4:45 4. Tallulah – 5:37 5. Caleb – 6:14 6. White Pearl, Black Oceans – 8:06 7. Draw Me – 3:57 8. FullMoon – 5:30 |

### Videoalbum
| DVD 1 – Live in Finland 1. Intro – 2:33 2. Flag in the Ground – 4:20 3. Last Amazing Grays – 5:46 4. Juliet – 5:59 5. Replica – 4:42 6. Blank File – 4:09 7. As If the World Wasn’t Ending – 3:54 8. Paid in Full – 4:21 9. Victoria’s Secret – 4:48 10. Instrumental Exhibition – 3:16 11. The Misery – 5:23 12. FullMoon – 5:47 13. In Black & White – 5:50 14. Mary-Lou – 5:47 15. Shy – 4:33 16. Letter to Dana – 5:25 17. Caleb – 6:30 18. Don’t Say a Word – 6:15 19. Outro – 7:05 | DVD 2 – Sonata Arctica Open Air II 1. White Pearl, Black Oceans 2. Draw Me 3. In Black & White 4. Don’t Say a Word Acoustic Live at Alcaraz, Milano 1. Mary-Lou 2. Shy 3. Letter to Dana Bonus - Making Of’s: Live in Finland, Flag in the Ground - Tour Document: Latin-American Tour Documentary, Made in Finland Tour Documentary - Music Videos (Don’t Say a Word, Paid in Full, Flag in the Ground & More...) |

## Mitwirkende
- Tony Kakko – Akustikgitarre, Gesang
- Henrik Klingenberg – Akustik-Bass, Begleitgesang, Keyboard, Keytar
- Marko Paasikoski – Akustikgitarre, Bass, Begleitgesang
- Tommy Portimo – Cajón, Schlagzeug
- Elias Viljanen – Akustikgitarre, Begleitgesang, E-Gitarre

## Rezensionen
Florian Schörg von metal.de meint: "Das Hauptfeature zeigt die starke Show einer mitreißenden Live-Band, die von Anfang an weit mehr als jene Stratovarius-Kopie war, für die sie Kritiker früher immer gerne halten wollten." Auch Mat von Strombringer.at meint "Das Publikum geht mit, die Aufnahmen sind perfekt gelungen und die teilweise live etwas spontaner eingespielten Songauswahl weiß zu gefallen. Eine perfekte Mischung als perfekter Live-Beleg! So gehört es sich".

## Chartplatzierungen
Live in Finland avancierte zum Chartalbum in Finnland (Rang 20), Spanien (Rang 75) und Deutschland (Rang 92). Während es in Deutschland das erste Livealbum der Band ist, das sich in den Charts platzierte, ist es in Finnland nach Songs of Silence – Live in Tokyo (Juli 2002) und For the Sake of Revenge – Live (Juni 2006) das dritte und bis dato bestplatzierte.
Das Audioalbum verfehlte die Schweizer Charts, jedoch erreichte das Videoalbum Rang sechs der Musik-DVD-Charts. Das Videoalbum erreichte zudem Rang sieben in Schweden.
| ChartsChartplatzierungen | Höchstplatzierung | Wochen |
| ------------------------ | ----------------- | ------ |
| Deutschland (GfK)        | 92 (1 Wo.)        | 1      |
| Finnland (IFPI)          | 20 (2 Wo.)        | 2      |

| ChartsChartplatzierungen | Höchstplatzierung | Wochen |
| ------------------------ | ----------------- | ------ |
| Schweiz (IFPI)           | 6 (1 Wo.)         | 1      |